# Carnegie-Expedition

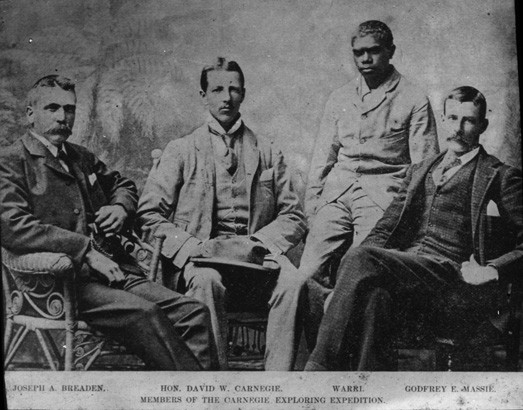
Von links: Bild der überlebenden Breaden, Carnegie, Warri und Massie

Die Carnegie-Expedition, die David Carnegie (1871–1900) anführte, begann im Jahr 1896 und führte durch bisher unbekannte Gebiete der Gibsonwüste und Großen Sandwüste im zentralen Western Australia.

## Expeditionsverlauf
Die Expedition startete neben Carnegie mit weiteren Personen, darunter Joseph Breaden mit seinem Diener Warri, einem Aborigines, Godfrey Massie und Charles Stansmore. Die Expedition verfügte über acht Pack-Kamele, ein Reit-Kamel sowie Proviant für fünf Monate.
Die Expedition startete in Coolgardie in Western Australia am 9. Juli 1896 und führte sie etwa 1200 Kilometer weit, bis sie am 4. Dezember 1896 ihr Ziel in Halls Creek erreichten. In der ersten Etappe legten sie 451 Kilometer bis zum Mount Worsnop zurück. Danach ging der Expedition das Trinkwasser aus und sie entführten Aborigines, gaben ihnen Salz oder salziges Fleisch zu essen und erzwangen damit, dass diese ihnen durstig die Wege zu ihren Billabongs zeigten. Vom Mount Worsnop an ging die Expedition durch die Gibson-Wüste und sie erreichte am 16. September nach 595 Kilometern die Große Sandwüste. Ihr Weg führte sie durch hügelige Spinifex- und über flache Sandsteingebiete. Am 16. November fraßen die Kamele giftige Pflanzen, und drei von ihnen starben. Zudem kam Standsmore ums Leben, als sich ein Schuss aus einem Gewehr löste.
Als die Expedition im Dezember in Halls Creek ankam, erfuhren sie, dass die Calvert-Expedition zwei Männer vermisste. Da sich diese Expedition etwa 160 Kilometer westlich der Route der Carnegie-Expedition bewegt hatte, bot Carnegie Hilfe bei der Vermisstensuche an und formulierte auch einen Rettungsplan. Doch die Entscheidung darüber verschoben die für die Rettung zuständigen Stellen und die enttäuschten Expeditionsmitglieder mussten vor Ort ausharren. Nach drei Wochen zog Calvert sein Angebot zurück, weil er annahm, dass die Vermissten nach dieser Zeit nicht mehr lebend hätten geborgen werden können. Die Carnegie-Expedition musste weitere 15 Wochen warten, bis sie ihre Rückreise antreten konnte.

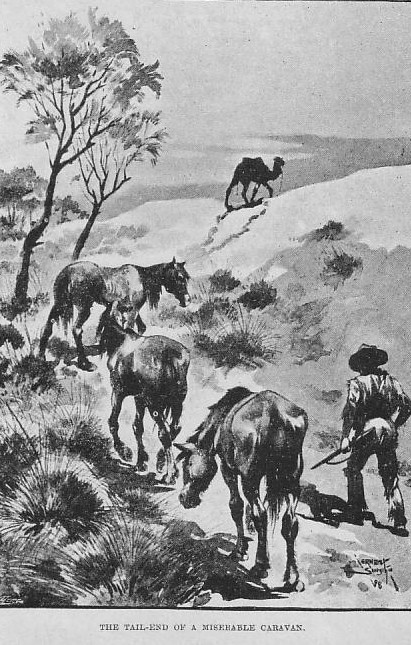
Rückreise mit fünf Kamelen und drei Pferden

Auf ihrer Rückreise standen ihnen als Ersatz für die drei verlorenen Kamele lediglich drei Pferde zur Verfügung. Diese erschwerten das Vorankommen, weil die Pferde einen entsprechend großen Wasserbedarf haben und sie nach Quellen suchen mussten. Am 22. März 1897 begann die Rückreise der vier Expeditionsteilnehmer, und sie erreichten nach einer Strecke von 4828 Kilometern im August 1897 wieder ihren Ausgangspunkt in Coolgardie.

## Bewertung der Expedition
Die Expeditionsteilnehmer erhofften sich Goldfunde und die Entdeckung einer Route für den Viehtrieb von Coolgardie in die Kimberleys, von der sich die Expeditionsteilnehmer hohe Einnahmen erhofften. In diesem Sinne war das Expeditionsergebnis allerdings enttäuschend. Zwar wurde Carnegie in die Reihe der großen Entdecker Australiens aufgenommen, geriet aber danach in Vergessenheit. Als jedoch im Jahr 2004 eine genaue Karte der Route gefunden wurde, die Carnegie angelegt hatte, und sie für 135.000 Australische Dollar versteigert wurde, kam seine Leistung wieder ans Licht der australischen Öffentlichkeit.